# Xbox Cloud Gaming
Xbox Cloud Gaming (officiellement annoncé sous le nom projet xCloud) est le service de jeu par cloud de Microsoft. Disponible en version bêta à partir de novembre 2019, il est officiellement accessible depuis le 15 septembre 2020 avec l’abonnement Xbox Game Pass Ultimate et permet de jouer à un jeu en se connectant à un serveur en ligne.

## Développement

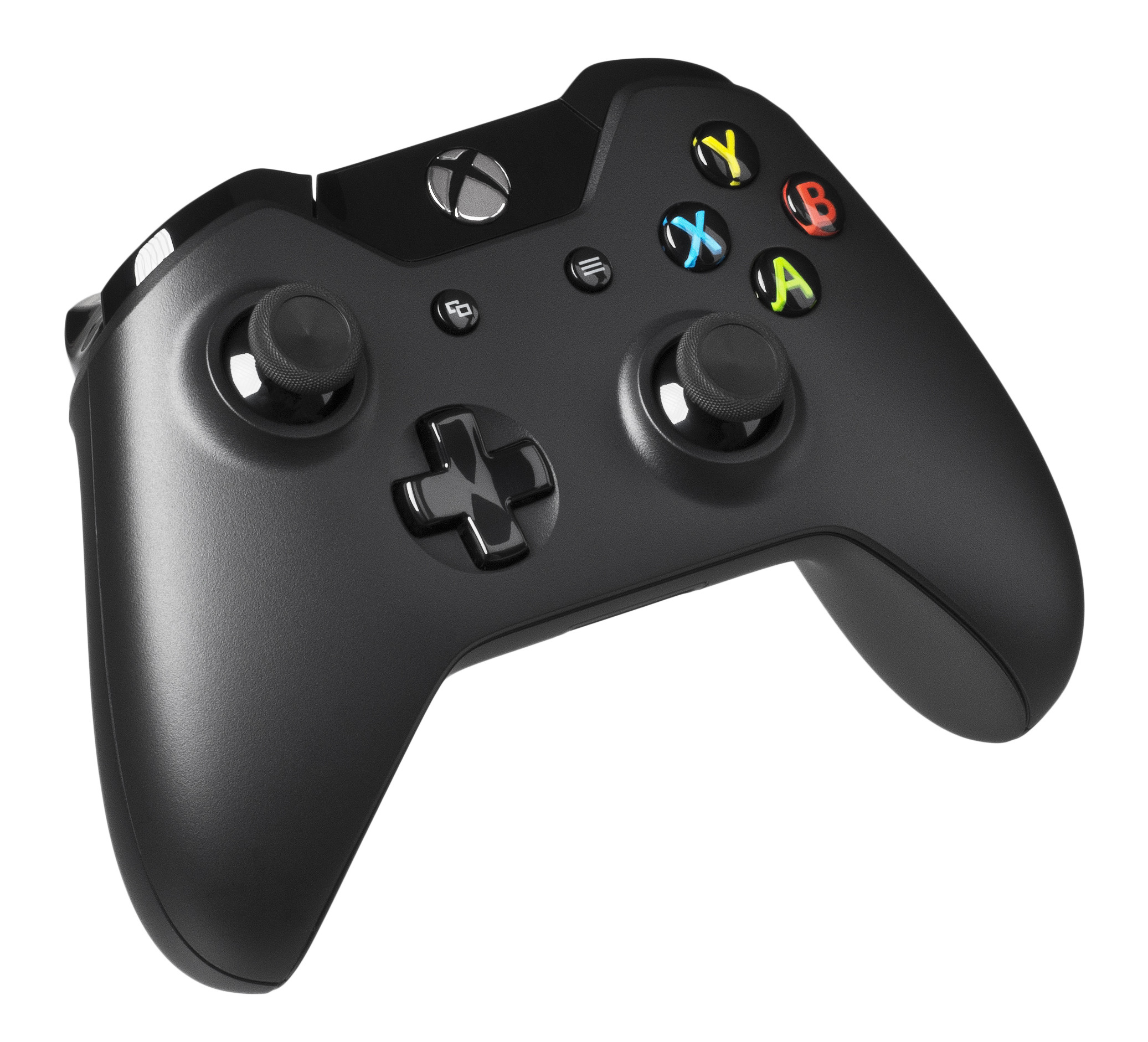
Xbox Wireless Controller.

Microsoft a officiellement annoncé le projet xCloud en Octobre 2018. Une démo du service a été faite en mars 2019 montrant le jeu de course Forza Horizon 4 sur un smartphone Android avec une manette Xbox One. Phil Spencer a utilisé un serveur privé pendant cette période pour tester des jeux sur une connexion à distance. Il est prévu pour des essais publics plus tard dans l’année.
Le service est conçu pour être utilisé sur PC et sur smartphone, soit avec des commandes sur l'écran tactile, soit avec la manette Xbox One en Bluetooth. Mais il sera bientôt[Quand ?] aussi possible d'y jouer avec un clavier et une souris. Pour pouvoir profiter pleinement de Xbox Cloud Gaming sur votre ordinateur, il vous faudra au moins disposer de Windows 10. Sur smartphone, les appareils compatibles sont notamment : iPhone 11 ou plus, iPad Air 3ème génération ou plus, Surface Go ou plus. Microsoft a déclaré que sa bibliothèque de contenu Xbox rendra son service plus attrayant que ses concurrents tels que Stadia.
Les essais du service ont commencé en octobre 2019 et, en novembre 2019, le service héberge 50 jeux, avec une compatibilité dans les tests avec les smartphones iOS d’Apple, ainsi que pour les manettes DualShock de Sony Interactive Entertainment.